# Rivulidae
La famiglia Rivulidae comprende 338 specie di pesci d'acqua dolce e salmastra appartenenti all'ordine Cyprinodontiformes.

## Distribuzione e habitat
Queste specie sono diffuse nelle acque dolci e salmastre del Sud America.

## Etimologia
Il nome scientifico deriva dalla parola latina rivus, fiume.

## Generi
- Aphyolebias
- Austrofundulus
- Austrolebias
- Campellolebias
- Cynolebias
- Cynopoecilus
- Gnatholebias
- Kryptolebias
- Laimosemion
- Leptolebias
- Llanolebias
- Maratecoara
- Megalebias
- Micromoema
- Millerichthys
- Moema
- Nematolebias
- Neofundulus
- Notholebias
- Papiliolebias
- Pituna
- Plesiolebias
- Prorivulus
- Pterolebias
- Rachovia
- Renova
- Rivulus
- Simpsonichthys
- Spectrolebias
- Stenolebias
- Terranatos
- Trigonectes